# 劉道隆 (劉宋)
劉道隆（？—466年1月15日），彭城郡人。劉宋官員，護軍將軍劉懷慎的侄子。官至左衞將軍、中護軍，但宋明帝因其淫辱建安王劉休仁生母之事而在休仁壓力下賜死他。

## 生平
劉道隆於元嘉二十二年（445年）擔任廬江太守，及至元嘉三十年（453年）時仍為武陵王的宋孝武帝劉駿起兵討伐弒父登位的劉劭時道隆前去支持，獲補南中郎參軍事，加龍驤將軍。當時劉駿將麾下的部隊分成三幢，分別由道隆與王謙之及馬文恭統領。孝武帝即位後，道隆曾任黃門侍郎，又於大明二年（458年）自寧朔將軍出任徐州刺史，並在翌年消滅隨竟陵王劉誕起兵反抗孝武帝的司州刺史劉季之。大明四年（460年）又轉青冀二州刺史。永光元年（465年）道隆轉任梁、南秦二州刺史,不久改任右衞將軍，獲宋前廢帝視為心腹，並封永昌縣侯，食邑五百戶。當時前廢帝行為荒唐，曾經多次在建安王劉休仁面前命身邊官員淫辱休仁生母楊太妃，那些官員大多被逼聽命，然而輪到劉道隆接到命令時卻顯得很歡愉，更加盡情展現行淫醜態。蔡興宗曾乘前廢帝夜訪江斆的機會在路上向隨行的劉道隆暗示廢立之謀，道隆知其用意後掐興宗之手說：「蔡公，不要多言。」
同年年末，阮佃夫等人籌劃下讓主衣壽寂之弒前廢帝，擁湘東王劉彧為帝，即宋明帝。道隆此時亦為明帝盡心，遂於泰始元年（465年）獲授左衞將軍，不久轉中護軍。但其時有擁立之功，獲授司徒的明帝弟休仁以不與道隆同朝為由請求解職，明帝於是在十二月十五日（466年1月15日）賜死道隆。